# Red Bull Arena (Leipzig)
Pour les articles homonymes, voir Red Bull Arena.
Le Red Bull Arena, anciennement appelé Zentralstadion (Stade central), est le plus grand stade de football de la ville de Leipzig, située dans le Land de Saxe en Allemagne. Il a une capacité de 47 069 places.
Le club du RB Leipzig y dispute ses matchs à domicile. Le stade fait aussi partie des enceintes retenues pour la Coupe du monde de football de 2006.

## Histoire

### Ancien stade

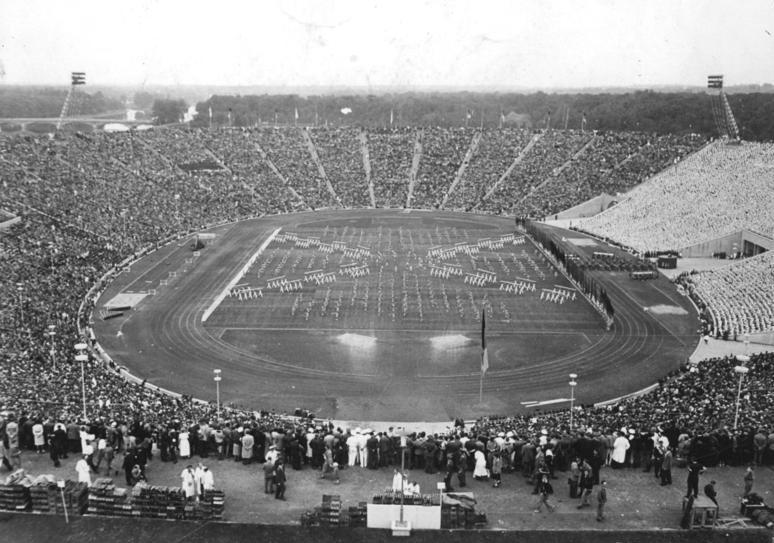
Ancien stade (1956).

Le Zentralstadion original a été construit entre l'année 1955 et 1956 sous la direction de l'architecte Karl Souradny. Les tribunes ont été formées à partir de 1,5 million de mètres cubes de débris issus des ruines de la guerre. L'inauguration du Stadion der Hunderttausend (stade de cent mille) eut lieu le 4 août 1956 pour la deuxième édition du Deutschen Turn- und Sportfestes. Avec une capacité de 100 000 spectateurs, il était le deuxième plus grand stade d'Europe (après le stade de Strahov) jusqu'à sa reconstruction au début de la décennie 2000. Le premier Zentralstadion était une infrastructure omnisports avec un terrain de football et une piste d'athlétisme.
De 1992 à 1995, le VfB Leipzig a joué ses matchs à domicile au stade en raison de l'état de délabrement avancé du Bruno-Plache-Stadion, à cette époque la capacité d'accueil était limitée à 37 000 personnes. Néanmoins, environ 38 000 spectateurs sont venus le 6 juin 1993 pour assister à la montée du club en première division contre le 1. FSV Mayence 05.
Cependant, avec les années, il tomba en désuétude, et coutait trop cher pour la ville à entretenir.

### Stade actuel
À l'approche du nouveau millénaire, la ville de Leipzig décida de construire un nouveau stade à l'emplacement de l'ancienne structure. La reconstruction dura de décembre 2000 à mars 2004.
Déjà au printemps 2002, se déroula pendant le chantier le Deutsches Turnfest, une compétition de gymnastique. Deux événements eurent lieu dans le stade encore en construction. Après son achèvement, le premier match fut joué le 7 mars 2004 devant 28 595 spectateurs avec le FC Sachsen Leipzig et l'équipe réserve du Borussia Dortmund. Le 17 juillet 2004, un tournoi international de football fut organisé avec la participation de l'Étoile rouge de Belgrade, du Werder Brême et du Club Bruges KV. Le 17 novembre suivant, le nouveau Zentralstadion a accueilli la Mannschaft pour la première fois. L'équipe nationale allemande de football s'était imposé 3 à 0 face à l'équipe nationale du Cameroun lors de cette rencontre amicale.
Il s'agit du plus grand stade de football de l'ex-Allemagne de l'Est et peut également accueillir des concerts. Il y a des ponts construits entre l'ancien stade afin de le connecter avec le nouveau. Le toit est équipé d'un système d'arrosage, et est conçu pour fournir une acoustique supérieure. La taille du terrain est de 80 × 120 m, la taille de l'aire de jeu est de 68 × 105 m.
Le 18 juin 2006, furieux à la suite de son carton jaune lors du match France - Corée du Sud (1-1) lors de la coupe du monde, Zinédine Zidane aurait donné un coup de pied dans une porte à l'intérieur du stade à la fin de la rencontre. La porte étant endommagée, le directeur du stade avait en premier lieu pensé demander à la F.F.F. le remboursement des dégâts causés avant de se raviser et de décider de préserver la fameuse porte en souvenir d'«un des plus grands footballeurs de l'Histoire».
Depuis le 1er juillet 2010, le stade est nommé Red Bull Arena. À cette occasion, un match amical fut organisé le 24 juillet 2010 entre le RB Leipzig et FC Schalke 04.
Rénové en 2015, la capacité totale du stade a été réduite à 42 959 places contre 44 345 auparavant, cela à la suite de l'agrandissement des espaces de presse et VIP.
Augmentation de la capacité du stade à 47 069 places en août 2021.

## Événements sportifs
- Coupe des confédérations 2005
- Finale de la Coupe de la Ligue d'Allemagne de football, 2005 à 2007
- Coupe du monde de football de 2006
- Championnat d'Europe de football 2024
- Finale de la Ligue Conférence 2026

### Coupe des confédérations 2005
| Date         | Heure (HNEC) | Équipe 1  | Score   | Équipe 2  | Tour                   | Spectateurs |
| ------------ | ------------ | --------- | ------- | --------- | ---------------------- | ----------- |
| 16 juin 2005 | 20 h 45      | Brésil    | 3 - 0   | Grèce     | 1er tour, groupe B     | 42 507      |
| 21 juin 2005 | 20 h 45      | Tunisie   | 2 - 0   | Australie | 1er tour, groupe A     | 44 337      |
| 29 juin 2005 | 18 h         | Allemagne | 4 - 3ap | Mexique   | Match pour la 3e place | 43 335      |

### Coupe du monde de football 2006
Le Zentralstadion a accueilli des rencontres de la Coupe du monde 2006.
| Date         | Heure (HNEC) | Équipe 1             | Score   | Équipe 2     | Tour               | Spectateurs |
| ------------ | ------------ | -------------------- | ------- | ------------ | ------------------ | ----------- |
| 11 juin 2006 | 15.00        | Serbie-et-Monténégro | 0 - 1   | Pays-Bas     | Groupe C           | 37 216      |
| 14 juin 2006 | 15.00        | Espagne              | 4 - 0   | Ukraine      | Groupe H           | 43 000      |
| 18 juin 2006 | 21.00        | France               | 1 - 1   | Corée du Sud | Groupe G           | 43 000      |
| 21 juin 2006 | 16.00        | Iran                 | 1 - 1   | Angola       | Groupe D           | 38 000      |
| 24 juin 2006 | 21.00        | Argentine            | 2 - 1ap | Mexique      | Huitième de finale | 43 000      |

### Championnat d'Europe de football 2024
Le Stade de Leipzig a accueilli des rencontres de l'Euro 2024.
| Date           | Heure (HNEC) | Équipe 1 | Score | Équipe 2 | Tour               | Spectateurs |
| -------------- | ------------ | -------- | ----- | -------- | ------------------ | ----------- |
| 18 juin 2024   | 21.00        | Portugal | 2 - 1 | Tchéquie | Groupe F           | 38 421      |
| 21 juin 2024   | 21.00        | Pays-Bas | 0 - 0 | France   | Groupe D           | 38 531      |
| 24 juin 2024   | 21.00        | Croatie  | 1 - 1 | Italie   | Groupe B           | 38 322      |
| 2 juillet 2024 | 21.00        | Autriche | 1 - 2 | Turquie  | Huitième de finale | 38 305      |

## Concerts
- Concert de Depeche Mode (Tour of the Universe), 8 juin 2009
- Concert de Bruce Springsteen, 7 juillet 2013
- Concerts de Rammstein (Stadium Tour), 20 et 21 mai 2022

## Dimensions
- Taille du terrain : 120 × 80 m
- Taille de l'aire de jeu : 105 × 68 m
- Nord au Sud : 230 m
- Est à Ouest : 210 m
- Hauteur du toit : 46.5 m
- Surface du terrain : 28 100 m²

## Galerie

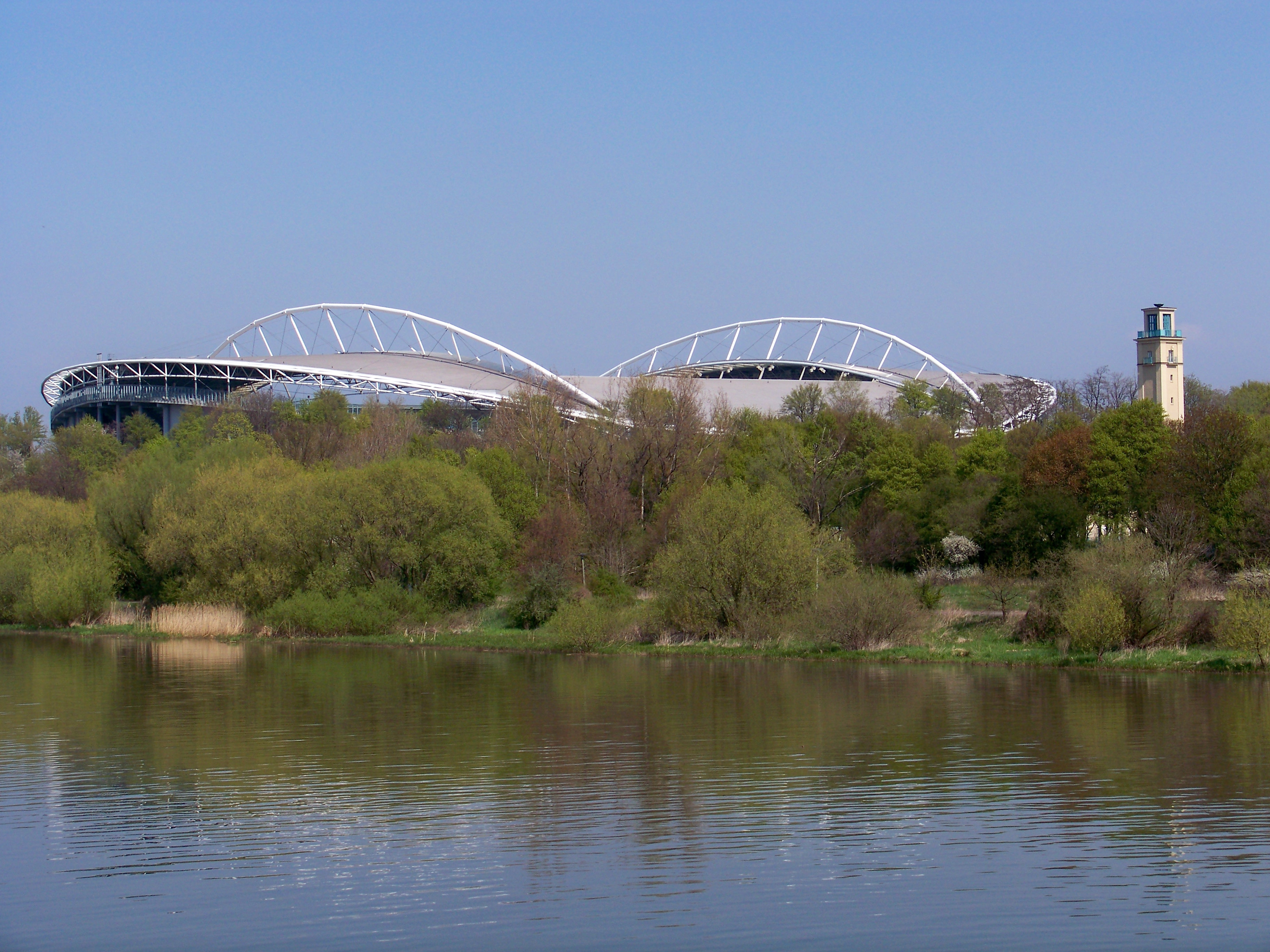
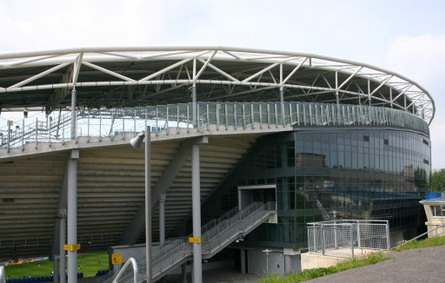
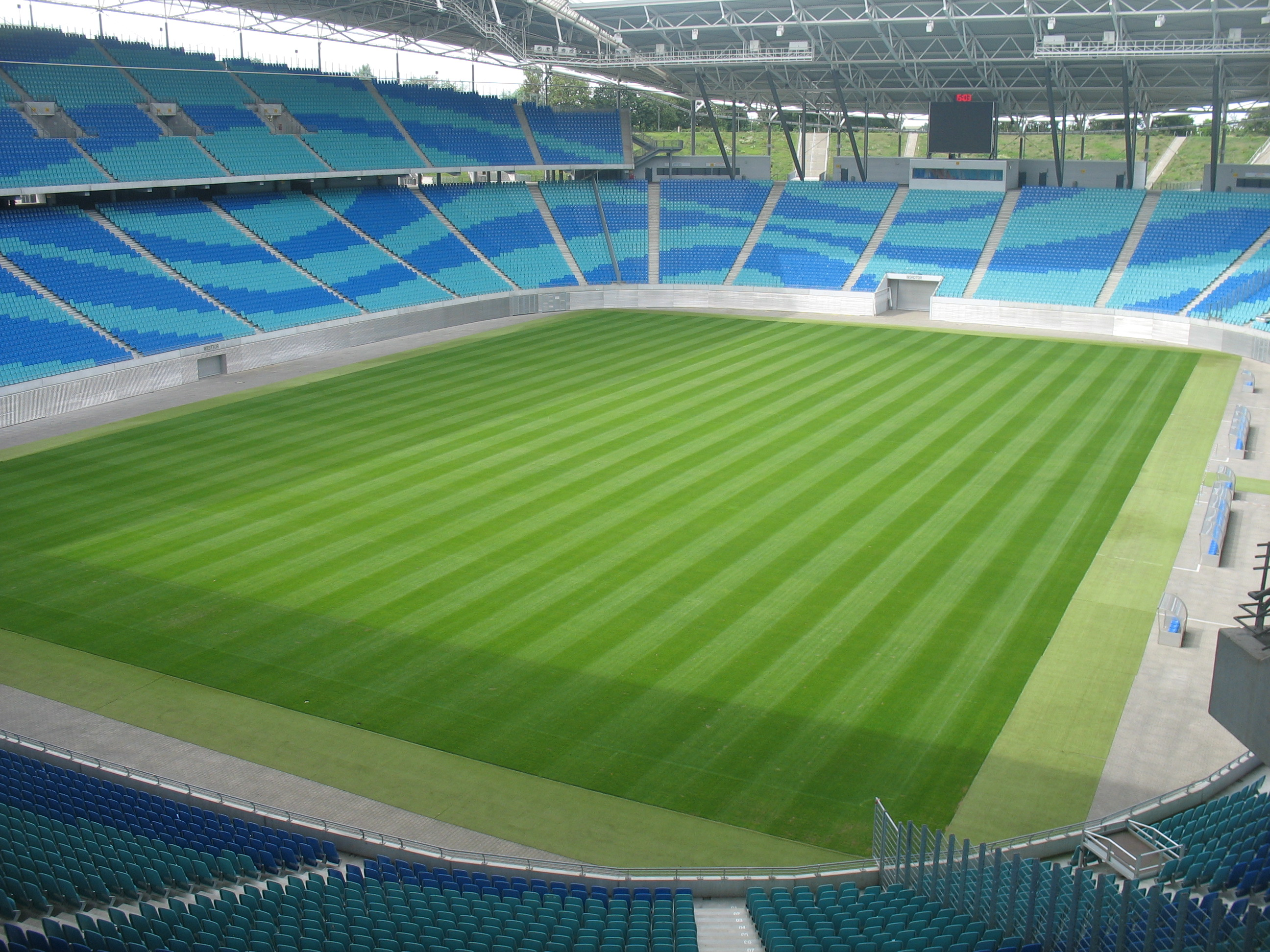
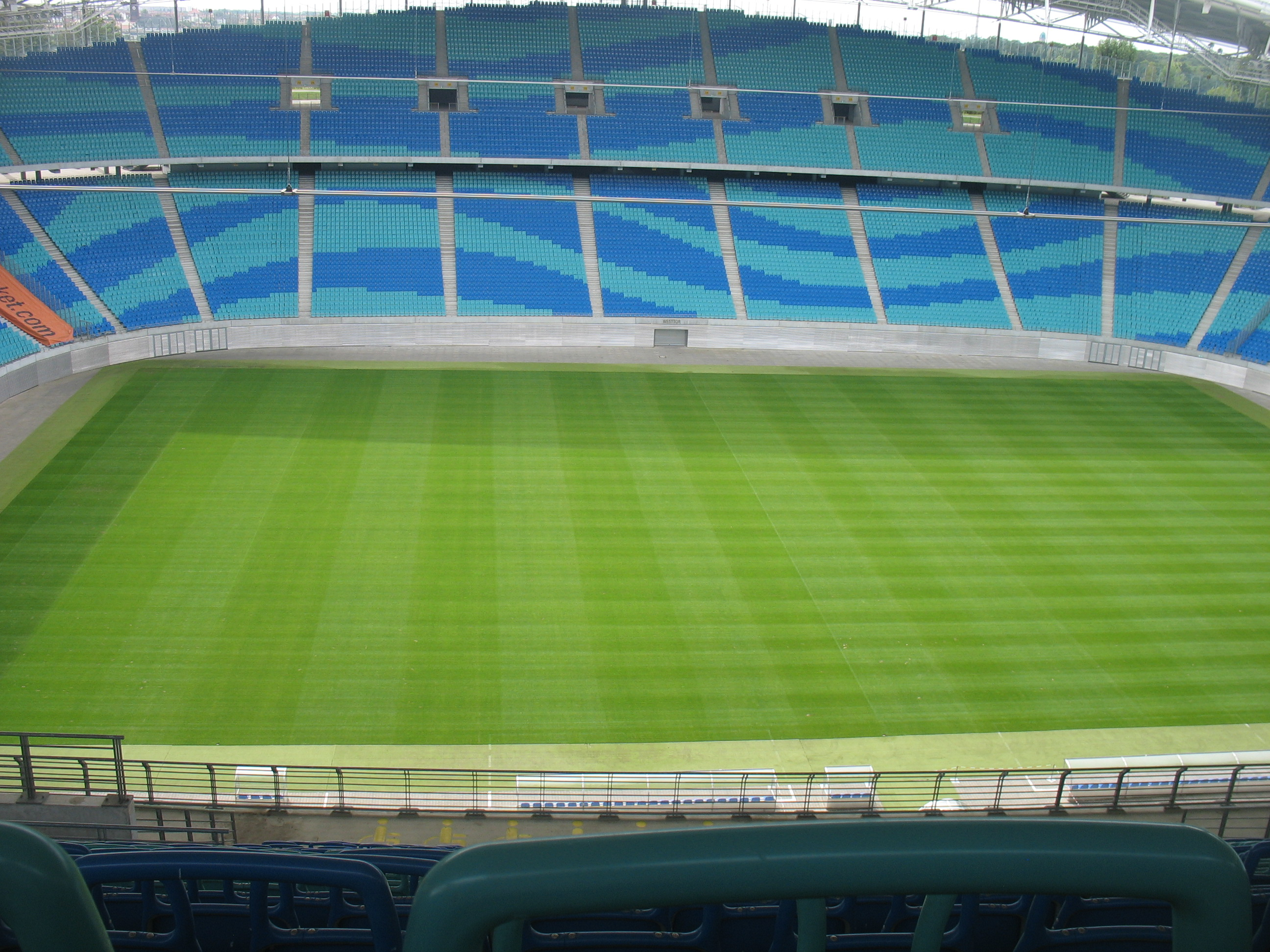
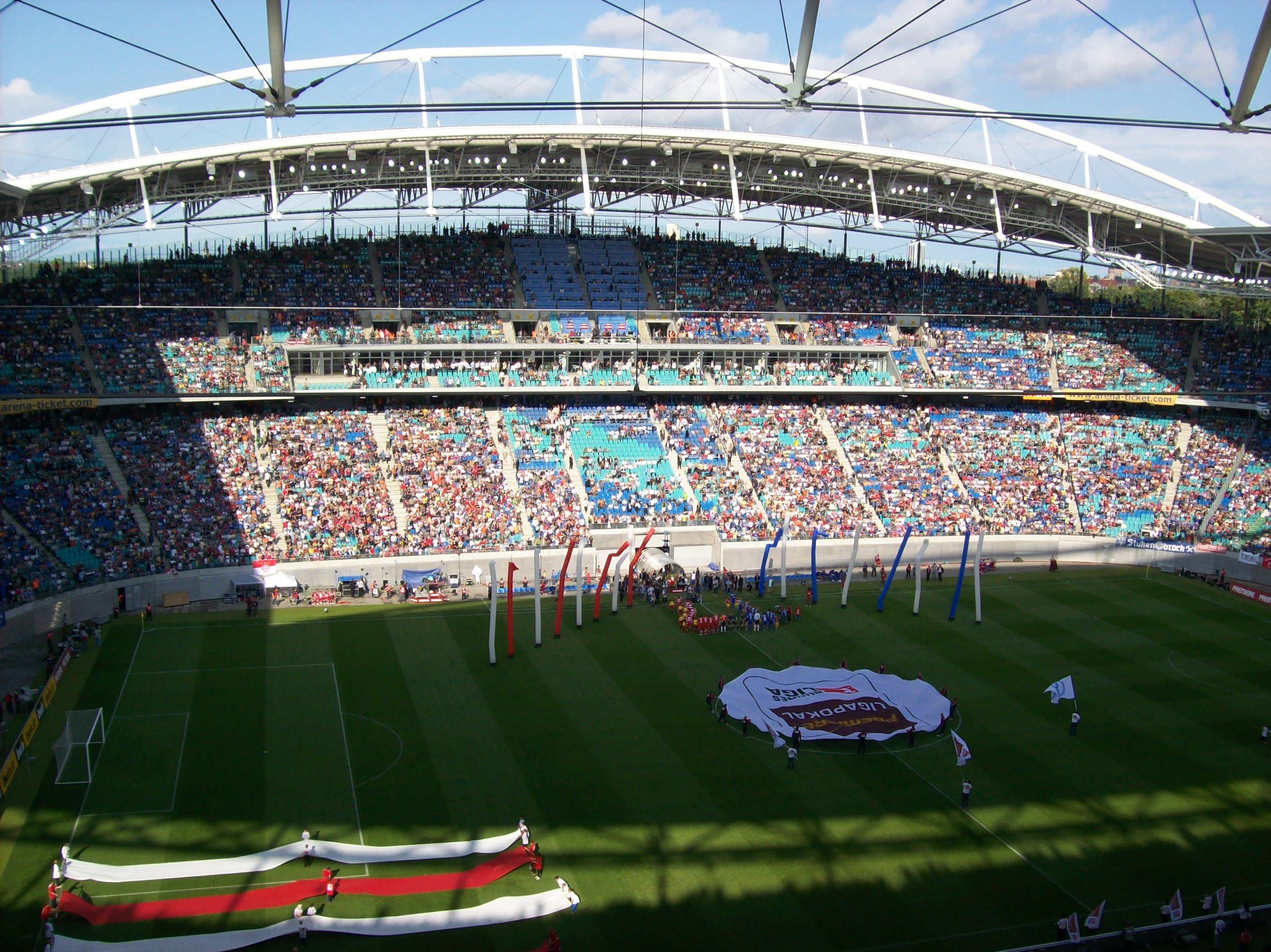
Ancien logo